# Krigsfångeläger

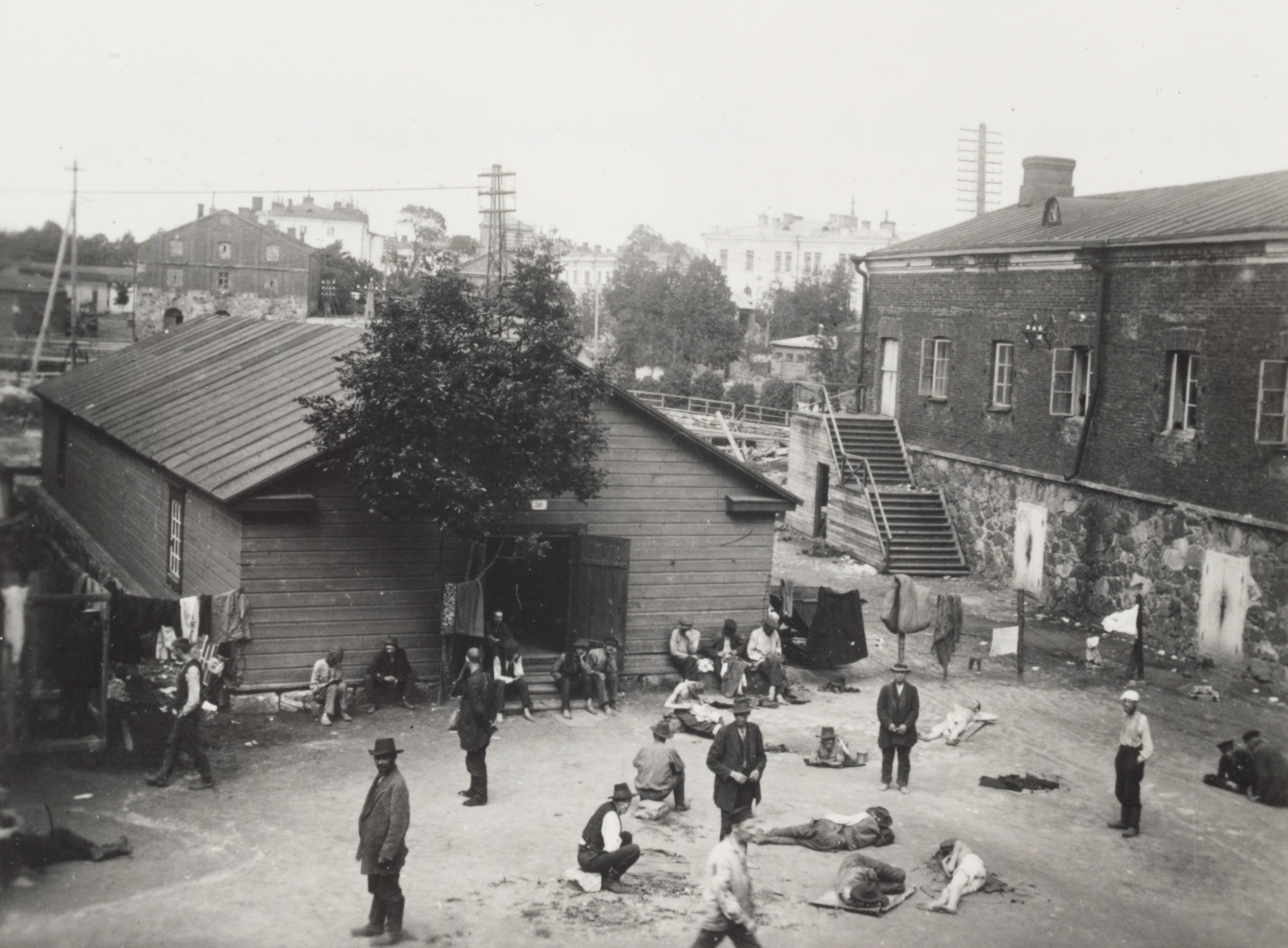
Fånglägret i Sveaborg.

Ett krigsfångeläger är ett interneringsläger som inrättas i krigstid för tillfångatagna kombattanter från fiendesidan. Enligt Tredje Genèvekonventionen definieras "kombattanter" som soldater och krigsmaktens civila personal. Tredje Genèvekonventionen är en internationell lag som fastställdes 1929 och förnyades 1949. I lagen regleras hur krigsfångar ska behandlas och hur utväxling av krigsfångar ska ske.
I många väpnade konflikter har det förekommit krigsfångeläger med hög dödlighet på grund av svält, sjukdomar eller andra umbäranden som efter förintelsen retroaktivt associerats med fenomenet koncentrationsläger på grund av de svåra förhållandena för de internerade även om syftet med interneringen är ett annat. Som exempel kan nämnas krigsfångeläger med hög dödlighet under det amerikanska inbördeskriget, krigsfångelägren i Strzałkowo och Tuchola under polsk-sovjetiska kriget, fånglägret i Sveaborg efter finska inbördeskriget och flera läger under första världskriget. Andra omtalade krigsfångeläger med hög dödlighet förekom under andra världskriget i exempelvis Japan samt i Bosnien-Hercegovina under konflikterna på 1990-talet, bland andra Omarska och Manjača.